# Arnoglossus multirastris
Arnoglossus multirastris är en fiskart som beskrevs av Parin, 1983. Arnoglossus multirastris ingår i släktet Arnoglossus och familjen tungevarsfiskar. Inga underarter finns listade i Catalogue of Life.